# Femernsundbroen
Femernsundbroen i det nordlige Tyskland, forbinder øen Femern i Østersøen med det tyske fastland ved Großenbrode.
Den 963 meter lange kombinerede vej- og jernbanebro krydser det 1300 meter brede Femernsund.
Det er planlagt at supplere broen med en Femernsundtunnel (se de:Fehmarnsundtunnel), som skal være færdig i 2029.

## Billedgalleri
- Fehmarnsundbroen (1963) vanuit het oosten (beschermd monument)
- Fehmarnsund Brug fra syd, fotograferet på den europæiske motorvej E47
- Fehmarnsund opdrættes nær i længderne. I brug som trafiksbrug, sporbrug, brug og met voetpad
- Panorama Fehmarnsundbrug fra sydøst